# Janez Lenassi
Janez Lenassi, slovenski kipar, * 3. julij 1927, Opatija (Hrvaška), † 26. januar 2008, Piran.
Rodil se je kot tretji od sedmih otrok očeta Julija Lenassija, ki je bil trgovski potnik, in matere Francke Godina. Zaradi slabih socialnih razmer se je družina velikokrat selila, tako je obiskoval osnovno šolo v Gornjem Logatcu, v Zgornji Šiški, Spodnji Šiški in Črnučah, Gimnazijo Bežigrad v Ljubljani (1938–41) ter obrtno šolo v Celovcu (1943–45). 

## Strokovno izobraževanje in poklic
Lenassi je študiral kiparstvo na Akademiji za likovno umetnost in oblikovanje v Ljubljani pri profesorjih Borisu Kalinu, Frančišku Smerduju, Zdenku Kalinu, Karlu Putrihu in Petru Lobodi. Diplomiral je leta 1951. Po diplomi je večinoma ustvarjal v Primorju in na številnih kiparskih kolonijah po Evropi. 
Skupaj z Jakobom Savinškom je bil eden od pobudnikov Forme vive v Sloveniji, posebej v Seči in v Kostanjevici na Krki.
Lenassija odlikuje pretanjen odnos do kamna in premišljene abstraktne forme.
Njegov opus šteje preko trideset spomenikov in javnih del, med katerimi izstopajo spomenik »Ikarus«, posvečen Edvardu Rusjanu v Novi Gorici (1960), spomenik železničarjem na Vogarju (1962), spomenik padlim borcem v Ilirski Bistrici (1965) in spomenik padlim pomorščakom v Portorožu (1977). Zadnja večja Lenassijeva stvaritev je bil spomenik Slavolok samostojnosti, ki so ga slovesno odkrili oktobra 2007 v Kopru.
Med Lenassijevimi javnimi deli izrazito izstopa Spomenik padlim pomorščakom v Portorožu, kjer se je kamnu kot osnovnemu izraznemu materialu pridružila voda. Na ljubljanskih Žalah je Lenassi izklesal fontano na terasi pri krematoriju. Med večje spomenike sodi spomenik NOB v Ilirski Bistrici.